# 다시 만난 세계 (드라마)
《다시 만난 세계》는 2017년 7월 19일부터 2017년 9월 21일까지 방영된 SBS 드라마 스페셜이다.

## 줄거리
19세 소년 성해성이 어느 날 갑자기 사망한 뒤 12년 만에 19세 모습 그대로 다시 나타나면서 벌어진다. 그가 고교시절 좋아했던 소녀 정정원은 31살이 된 상태로 사실은 동갑이지만 지금은 12년의 나이차가 생긴 두 남녀의 좌충우돌 이야기.

## 등장 인물

### 주요 인물
- 여진구 : 성해성(19세) 역
- 이연희 : 정정원(31세) 역 (아역 : 정채연)
- 안재현 : 차민준(34세) 역

### 해성 & 정원의 친구들
- 신수호 : 길문식(31세) 역 (아역 : 김민상) - 우리전자 서비스센터 출장 직원
- 이시언 : 신호방(31세) 역 (아역 : 박성준) - 경찰관
- 김진우 : 차태훈(31세) 역 (아역 : 최수한) - 백화점 상무, 상속 후계자. 차민준의 이복동생
- 박진주 : 홍진주(31세) 역 (아역 : 박진수) - 떠돌이 요가강사

### 해성이 동생들
- 윤선우 : 성영준(30세) 역 (아역 : 박준목) - 흉부외과 전문의. 성해성의 의붓동생
- 김가은 : 성영인(26세) 역 (아역 : 이영은) - 백화점 의류매장 비정규직 직원. 성해성의 의붓동생
- 곽동연 : 성해철(23세) 역 (아역 : 전진서) - 양아치. 성공주의 아빠. 성해성의 친동생
- 김혜준 : 성수지(19세) 역 (아역 : 최유리) - 고3. 성해성의 이복동생

### 해성의 가족들
- 김한나 : 성공주(4세) 역 - 성해성의 조카. 성해철의 딸
- 박승태 : 강말이(78세) 역 - 성해성의 할머니

### 주변 인물
- 박영규 : 차권표(65세) 역 - 차민준과 차태훈의 아버지. 청호고교 이사장
- 방은희 : 윤미나(55세) 역 - 차태훈의 어머니. 차권표의 후처
- 한소희 : 이서원(27세) 역 - 성영준의 여자친구. 병원장의 딸. 패션지 기자
- 김병세 : 이건철(58세) 역 - 이서원의 아버지. 병원장
- 견미리 : 손명옥(55세) 역 - 이서원의 어머니. 손수제지 창업자의 딸
- 민준호 : 안문광(30대 중반) 역 - 차민준의 오른팔 겸 레스토랑SNT의 수석셰프
- 정욱 : 김한민 역 - 레스토랑SNT의 홀매니저
- 안솔빈 : 남순지 역 - 레스토랑SNT의 직원
- 안길강 : 안태복 역
- 김희정 : 남유민 역 - 성공주의 생모.

### 그 외
- 최성민 : 동현 역
- 김영웅 : 사채업자 역
- 배진웅 : 사채업자 역
- 김동균
- 백지원 : 집주인 역
- 한은선 : 우미진 역. 청호고교 미술선생
- 오정태 : 액서사리 판매원 역
- 박현숙 : 차민준의 외숙모 역
- 정동규
- 박종설
- 금보 : 유투버 역
- 양주호 : 제보자 역
- 이제연 : 양경철 역
- 김종호 : 경비원 역
- 백천기 : 레스토랑 홀직원 역
- 정수인 : 유치원선생님 역
- 감례인 : 레스토랑 주방직원 역
- 강태성 : 박동석 / 제이슨 박 역
- 전국환 : 하도권 역. 도예사
- 백승도
- 이규호
- 정종우
- 김진형
- 남도훈 : 황기사 역
- 김미혜
- 남현주 :현경은 역

### 특별출연
- 서이숙 : 정정원의 어머니 역
- 윤미라 : 도락순 여사 역

## 촬영지
- 신망리역 기찻길

## 시청률
최저 시청률과 최고 시청률은 시청률 조사회사와 지역별로 시청률에 차이가 있을 수 있습니다.
| 2017년 | 2017년   | 2017년         | 2017년       | 2017년         | 2017년       |
| 회차   | 방송일   | TNmS 시청률    | TNmS 시청률  | AGB 시청률     | AGB 시청률   |
| 회차   | 방송일   | 대한민국(전국) | 서울(수도권) | 대한민국(전국) | 서울(수도권) |
| ------ | -------- | -------------- | ------------ | -------------- | ------------ |
| 제1회  | 7월 19일 | 5.5%           | 6.3%         | 6.0%           | 6.8%         |
| 제2회  | 7월 19일 | 6.6%           | 7.7%         | 7.5%           | 8.6%         |
| 제3회  | 7월 20일 | 6.1%           | 6.8%         | 6.0%           | 6.7%         |
| 제4회  | 7월 20일 | 6.8%           | 7.7%         | 7.2%           | 8.1%         |
| 제5회  | 7월 26일 | 6.7%           | 7.6%         | 6.3%           | 7.2%         |
| 제6회  | 7월 26일 | 8.2%           | 9.0%         | 7.5%           | 8.3%         |
| 제7회  | 7월 27일 | 6.2%           | 7.1%         | 7.2%           | 8.2%         |
| 제8회  | 7월 27일 | 6.9%           | 7.6%         | 8.0%           | 8.7%         |
| 제9회  | 8월 2일  | 6.3%           | 7.7%         | 6.6%           | 8.0%         |
| 제10회 | 8월 2일  | 7.2%           | 8.6%         | 7.9%           | 9.3%         |
| 제11회 | 8월 3일  | 6.3%           | 7.2%         | 6.7%           | 7.7%         |
| 제12회 | 8월 3일  | 6.2%           | 7.4%         | 7.5%           | 8.8%         |
| 제13회 | 8월 9일  | 5.4%           | 5.6%         | 5.5%           | 5.7%         |
| 제14회 | 8월 9일  | 6.0%           | 6.6%         | 6.5%           | 7.1%         |
| 제15회 | 8월 10일 | 6.6%           | 7.0%         | 6.2%           | 6.6%         |
| 제16회 | 8월 10일 | 6.9%           | 7.4%         | 7.0%           | 7.5%         |
| 제17회 | 8월 16일 | 4.9%           | 5.4%         | 6.4%           | 6.9%         |
| 제18회 | 8월 16일 | 5.7%           | 6.0%         | 6.8%           | 7.1%         |
| 제19회 | 8월 17일 | 6.2%           | 6.5%         | 6.7%           | 7.0%         |
| 제20회 | 8월 17일 | 6.6%           | 6.9%         | 7.5%           | 7.8%         |
| 제21회 | 8월 23일 | 5.4%           | 5.5%         | 5.6%           | 5.7%         |
| 제22회 | 8월 23일 | 6.2%           | 7.0%         | 6.7%           | 7.5%         |
| 제23회 | 8월 24일 | 6.3%           | 6.8%         | 5.9%           | 6.4%         |
| 제24회 | 8월 24일 | 6.6%           | 7.1%         | 7.2%           | 7.7%         |
| 제25회 | 8월 30일 | 5.3%           | 5.7%         | 5.4%           | 5.8%         |
| 제26회 | 8월 30일 | 6.2%           | 6.3%         | 6.8%           | 6.8%         |
| 제27회 | 8월 31일 | 4.6%           | 5.1%         | 6.3%           | 6.8%         |
| 제28회 | 8월 31일 | 5.0%           | 5.4%         | 6.5%           | 6.9%         |
| 제29회 | 9월 6일  | 5.5%           | 5.7%         | 5.1%           | 5.3%         |
| 제30회 | 9월 6일  | 6.1%           | 6.9%         | 6.6%           | 7.4%         |
| 제31회 | 9월 7일  | 5.2%           | 6.0%         | 5.7%           | 6.5%         |
| 제32회 | 9월 7일  | 5.7%           | 6.3%         | 6.4%           | 7.1%         |
| 제33회 | 9월 13일 | 5.0%           | 5.9%         | 4.5%           | 5.5%         |
| 제34회 | 9월 13일 | 5.6%           | 6.2%         | 5.8%           | 6.4%         |
| 제35회 | 9월 14일 | 5.2%           | 5.8%         | 5.3%           | 5.9%         |
| 제36회 | 9월 14일 | 6.5%           | 7.2%         | 6.1%           | 6.8%         |
| 제37회 | 9월 20일 | 5.7%           | 6.3%         | 5.4%           | 6.0%         |
| 제38회 | 9월 20일 | 6.6%           | 7.4%         | 6.6%           | 7.5%         |
| 제39회 | 9월 21일 | 5.3%           | 5.4%         | 6.1%           | 6.2%         |
| 제40회 | 9월 21일 | 6.1%           | 6.4%         | 6.7%           | 7.0%         |

## 동시간대 드라마
- KBS 수목드라마
  - 《7일의 왕비》 (2017년 5월 31일 ~ 2017년 8월 3일)
  - 《맨홀 - 이상한 나라의 필》 (2017년 8월 9일 ~ 2017년 9월 28일)

- MBC 수목드라마
  - 《죽어야 사는 남자》 (2017년 7월 19일 ~ 2017년 8월 24일)
  - 《병원선》 (2017년 8월 30일 ~ 2017년 11월 2일)

## 수상
- 2017년 SBS 연기대상 여자조연상 박진주
- 2017년 아시아 아티스트 어워즈 여자신인상 정채연

## 참고 사항
- 이 화면은 레터박스로 구성되었다.